# Distretto di Mór
Il distretto di Mór (in ungherese Móri járás) è un distretto dell'Ungheria, situato nella provincia di Fejér.